# Исогаи, Хиромицу
Хиромицу Исогаи (яп. 礒貝 洋光, род. 19 апреля 1969, Уки, Кумамото) — японский футболист.

## Клубная карьера
На протяжении своей футбольной карьеры выступал за клубы «Гамба Осака» и «Урава Ред Даймондс».

## Карьера в сборной
В 1995 году сыграл за национальную сборную Японии два матча. Также участвовал в Кубке короля Фахда 1995 года.